# Fernando Areán

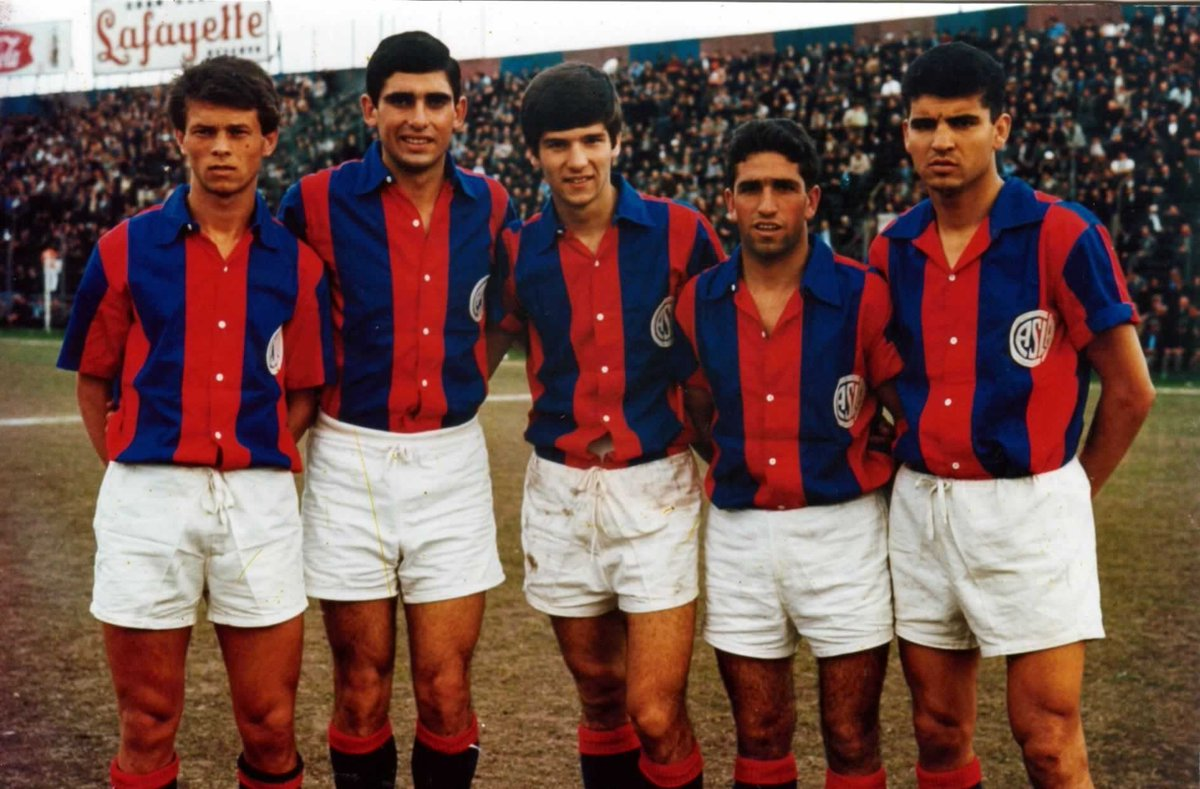
Los Carasucias, celebrada linha ofensiva do San Lorenzo nos anos 1960, lembrada pela juventude e irreverência. Da esquerda para a direita: Narciso Doval, Areán, Héctor Veira, Victorio Casa e Roberto Telch.

Fernando José Areán (Buenos Aires, 16 de fevereiro de 1942 - Mendoza, 3 de julho de 2011) foi um futebolista argentino.
Areán foi bastante identificado com o San Lorenzo de Almagro, onde foi jogador e técnico. Começou a carreira na mesma equipe, em 1964, formando uma linha ofensiva cuja juventude e irreverência a tornariam célebre apesar da falta de resultados expressivos: Los Carasucias ("Os Cara-Sujas"), ataque formado por ele, Narciso Loco Doval, Victorio Manco Casa, Héctor Bambino Veira e Roberto Oveja Telch. Areán ficaria apenas naquele ano e no seguinte no elenco sanlorencista, marcando dez vezes em 45 partidas, tendo uma função mais organizadora do que propriamente goleadora naquele ataque.
Após encerrar a carreira em 1969, acompanhou seu ex-colega Veira nas comissões técnicas, trabalhando ao seu lado quando este treinou o River Plate e o próprio San Lorenzo. Em ambos os casos, chegou a ser técnico das duas equipes após Veira sair. Em sua antiga equipe, ganhou a liguilla pre-Libertadores em 1991 como treinador. Quando veio a falecer, ainda trabalhava para o clube, na tarefa de descobrir novos jogadores.